# Ostrożeń warzywny

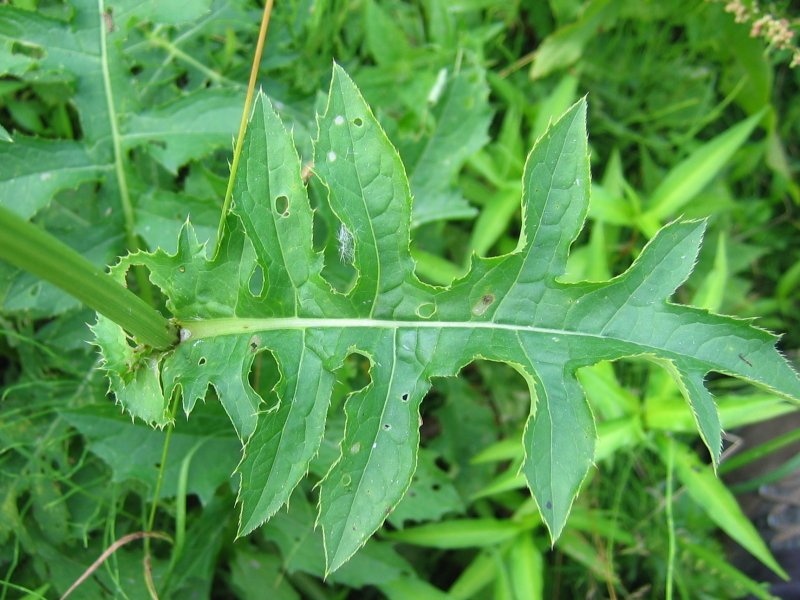
Dolne liście

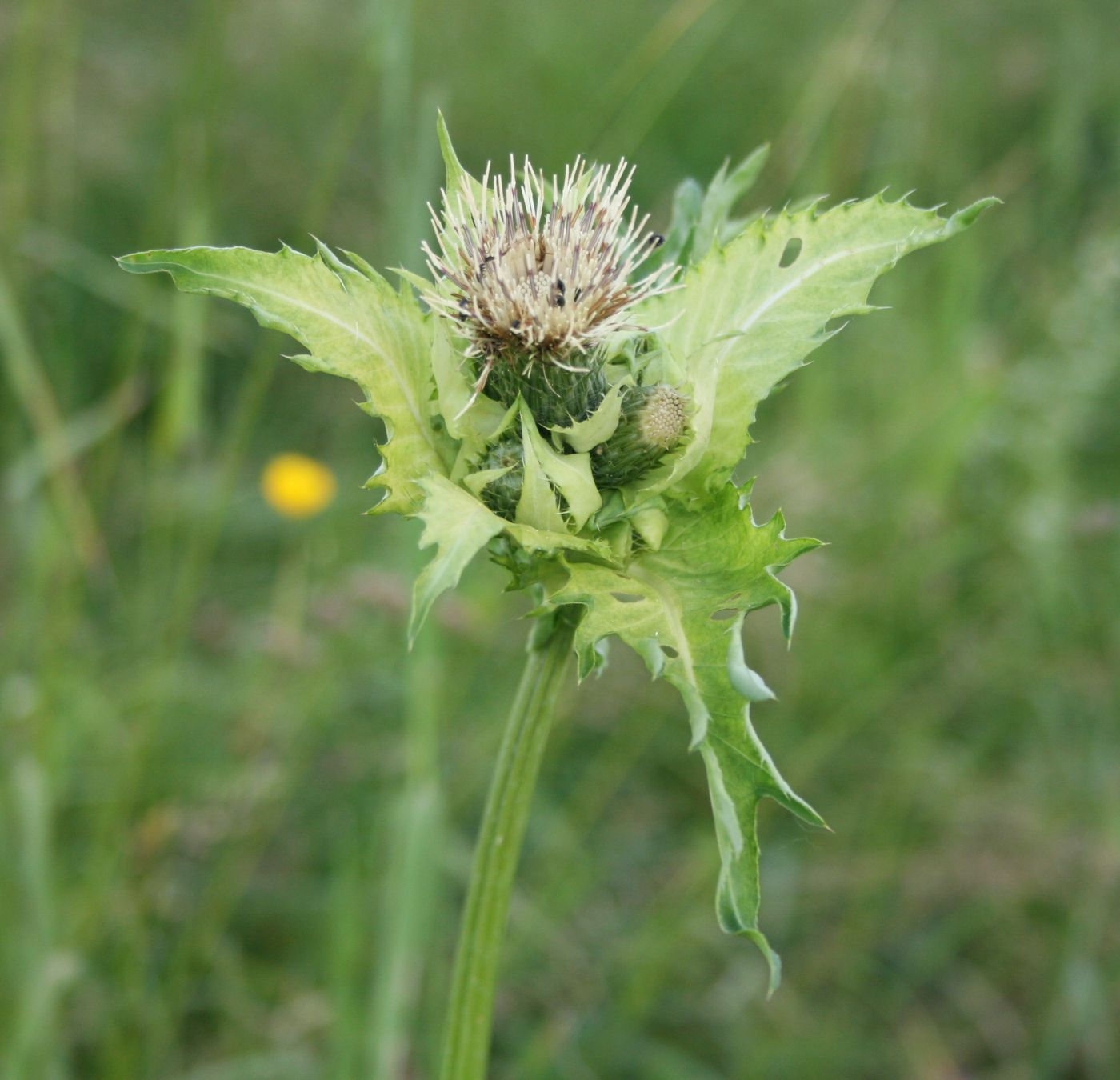
Kwiatostan

Ostrożeń warzywny (Cirsium oleraceum (L.) Scop.) – gatunek rośliny należący do rodziny astrowatych. Nazwy ludowe: czarcie żebro, pietra ziele, carskie ziele. Występuje w Azji i w Europie (z wyjątkiem rejonu Morza Śródziemnego). W Polsce jest pospolity na całym niżu i w niższych położeniach górskich (do regla dolnego). Status gatunku we florze Polski: gatunek rodzimy.

## Morfologia
ŁodygaWzniesiona, prosta, pusta w środku, gruba. Ma wysokość 0,5–1,5 m (1,8) i jest z rzadka owłosiona. Nie posiada kolców, jest pojedyncza i tylko górą rozgałęzia się.
LiścieUlistnienie skrętoległe, liście wyrastają równomiernie i dość rzadko na całej wysokości łodygi. Dolne liście nieparzystopierzaście dzielne lub karbowane, lirowate, przy czym ich eliptyczne lub jajowate odcinki są całobrzegie lub nierówno kolczasto ząbkowane. Górne liście są mniejsze, pojedyncze i swoją uszkowatą nasadą obejmują łodygę. Wyrastają na całej długości łodygi, aż po kwiatostany. Wszystkie liście są z rzadka owłosione.
KwiatyZebrane w średniej wielkości, walcowato-jajowate koszyczki, które w liczbie kilku wyrastają na krótkich szypułkach na szczycie łodygi. Otoczone są liśćmi (podsadkami) o żółtozielonym kolorze. Okrywa koszyczka ma łuski z krótkimi kolcami, zasnute pajęczynowato. Wszystkie kwiaty rurkowate, żółtego koloru (rzadko zdarzają się purpurowoczerwone). Korona podzielona do ½ długości, nitki pręcików owłosione.
OwocSzarożółte, podłużne i słabo kanciaste niełupki o długości 4–4,5 mm z pierzastym, białym puchem kielichowym o długości 12–17 mm.
KorzenieNieliczne, nitkowate w wiązkach wyrastające z grubego, walcowatego, poziomo rosnącego kłącza.

## Biologia
Bylina, hemikryptofit. Kwiaty przedprątne. Roślina miododajna, zapylana przez motyle lub błonkówki. Kwitnie od lipca do września (rzadziej do października). Nasiona rozsiewane są przez wiatr, kiełkują słabo.
Liczba chromosomów 2n=34.

## Ekologia
Siedlisko: wilgotne łąki i zarośla, aluwia, brzegi rowów. Odpowiadają mu gleby żyzne i wilgotne. Wymaga zasilania w wodę ruchliwą, z zastoisk ustępuje. Dobrze znosi duże zmiany wilgotności gleby. Unika gleb kwaśnych, ubogich w węglan wapnia. Na łąkach wapiennych może pojawić się masowo. Wrażliwy na udeptywanie i spasanie. W klasyfikacji zbiorowisk roślinnych gatunek charakterystyczny dla All. Calthion, Ass. Angelico-Cirsietum oleraceae.

## Zmienność
Tworzy mieszańce z ostrożniem krótkołodygowym, ostrożniem błotnym, ostrożniem lancetowatym, ostrożniem lepkim, ostrożniem łąkowym, ostrożniem pannońskim, ostrożniem polnym, ostrożniem siwym.

## Zastosowanie
- Roślina lecznicza
  - Surowiec zielarski: ziele ostrożnia warzywnego – Herba Cirsii oleracei.
  - Skład chemiczny: flawonoidy, inulina, garbniki
  - Działanie lecznicze: w lecznictwie ludowym stosowany jako środek przeciwgośćcowy, moczopędny, przeciwzapalny, także do kąpieli i pielęgnacji włosów.
- Sztuka kulinarna: kłącza i młode rośliny są jadalne (stąd nazwa rośliny). Wartość pokarmowa: duża zawartość w suchej masie białka, wapnia, potasu, magnezu. Roślina uprawiana jako warzywna w Japonii i Indiach. Spożywana była także na Syberii.
- Łąkarstwo: według starszych źródeł[6] uważany za chwast, ponieważ bujnie rosnąc zagłusza sąsiednie rośliny, a paszę dawać miał małej wartości (wodnistą, grubą, słabo kolczastą). Poza tym dzięki łatwemu rozmnażaniu wegetatywnemu i generatywnemu może opanowywać znaczne przestrzenie łąk. Obecnie podkreśla się raczej jego wartość ze względu na wzbogacanie paszy w składniki pokarmowe[7]. Jest też chętnie zjadany przez bydło. Na intensywnie użytkowanych łąkach, a zwłaszcza pastwiskach – zanika. Na paszę nadają się tylko rośliny młode, później grube łodygi twardnieją. Młode rośliny wzmacniają system trawienny zwierząt. Konie żywione sieczką z ostrożnia nabierają gładkiej i lśniącej sierści[8].